# Iren (flod)
Iren (russisk: Ире́нь) er en flod i Perm kraj i Rusland. Det er en venstre biflod til floden Sylva, hvilken den konfluerer med ved byen Kungur. Floden er 214 km lang, med et afvandingsareal på 6.110 km².
Den starter nær landsbyen Verh-Iren i Oktyabrsky-distriktet, vest for bebyggelsen Oktyabrsky. Derefter løber den gennem distrikterne Uinsky, Ordinsky og Kungursky.
De største bifloder er:
- Fra venstre: Uyas, Aspa, Syp, Bym, Bolshoy Ashap, Maly Ashap, Turka
- Fra højre: Tels, Kungur.